# جيمس راي (مغني)
جيمس راي (بالإنجليزية: James Ray)‏ هو مغني أمريكي، ولد في 1941 في واشنطن العاصمة في الولايات المتحدة، وتوفي في 1964.

## وصلات خارجية
- جيمس راي على موقع ميوزك برينز (الإنجليزية)
- جيمس راي على موقع ديسكوغز (الإنجليزية)